# دون روس (ملحن)
دون روس (بالإنجليزية: Don Ross)‏ (و. 1960  م) هو ملحن، وعازف قيثارة كندي، ولد في مونتريال، يستخدم آلات قيثارة.
.

## التعليم
تعلم في جامعة يورك.